# Staatsarchiv Schaffhausen

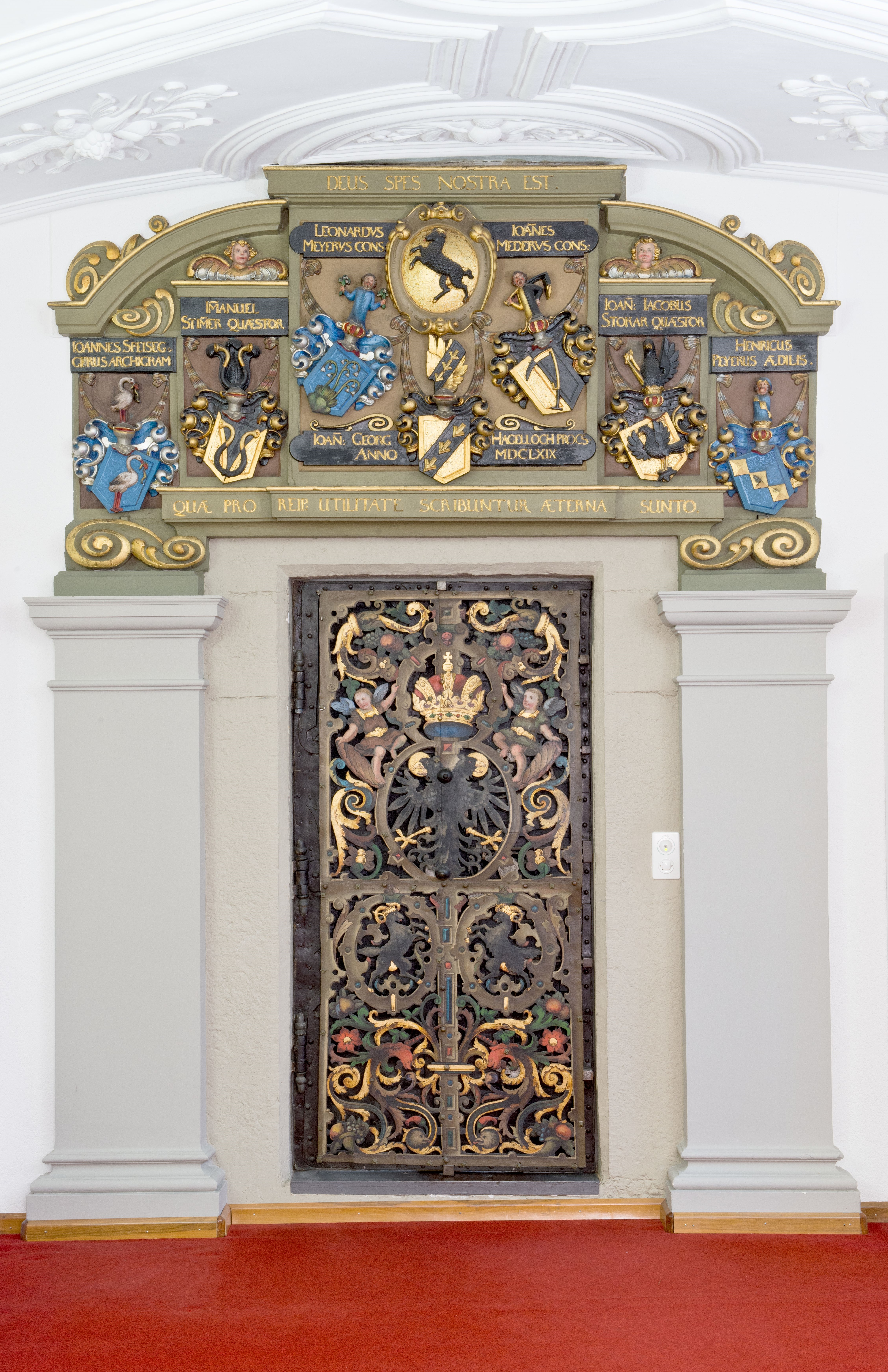
Lesesaaltür im Staatsarchiv Schaffhausen mit Wappen (von links nach rechts) der Geschlechter Speiseg(g), Stim(m)er, Meyer, Meder, Stokar, Peyer und in der Mitte der Hagelloch, darüber das Wappen der Stadt, der Schaffhauser Bock

Das Staatsarchiv Schaffhausen ist das Archiv des Schweizer Kantons Schaffhausen und seiner Vorgänger. Es sichert die historische Überlieferung des Kantons und des ehemaligen Stadtstaates, erhält sie und macht sie öffentlich zugänglich. Als Dienststelle der kantonalen Verwaltung ist das Staatsarchiv der Staatskanzlei unterstellt.

## Geschichte
Bis Mitte des 17. Jahrhunderts wurden die aus den amtlichen Geschäften des Rates hervorgegangenen Urkunden und Akten in Truhen im Rathaus verwahrt. Als der Platz im Rathaus nicht mehr ausreichte, wurde 1669 unter Leitung des Stadtbaumeisters Heinrich Peyer ein Archivraum über dem ehemaligen Schatzgewölbe errichtet.
Der Archivraum und die darin verwahrten Unterlagen wurden ursprünglich vom Stadtschreiber verwaltet. 1732 wurde mit Franziskus von Meyenburg der erste Berufsarchivar ernannt. Im gleichen Jahr wurde das Archiv durch Einbeziehung des Nachbarhauses um einen zusätzlichen Raum erweitert.
1831 wurde aus dem Archiv des Stadtstaates Schaffhausen, dem noch bestehenden Stadtarchiv Schaffhausen das Kantonsarchiv Schaffhausen abgetrennt. 1885 wurde das Archiv in «Staatsarchiv» umbenannt. Im gleichen Jahr erfolgte ein grundlegender Umbau unter Leitung des Kantonsbaumeisters Johann Christian Bahnmaier. In den neu hinzugewonnenen Räumen wurden ab 1886 auch die Urkunden des ehemaligen Klosters Allerheiligen untergebracht.
Der 1669 eingerichtete Archivraum wurde lange Zeit auch als «Onyxzimmer» bezeichnet, da hier unter anderem der Onyx von Schaffhausen aufbewahrt wurde. 1923 wurde der Raum zum öffentlich zugänglichen Lesesaal umfunktioniert.
1936 wurde das Archivgebäude um ein weiteres Stockwerk erhöht. Dennoch können heute nicht mehr alle Archivbestände im Hauptgebäude am Rathausbogen 4 untergebracht werden. Das Staatsarchiv bewirtschaftet drei Aussenmagazine, darunter ein Magazin in einem ehemaligen Werk der Georg Fischer AG.

## Bestände

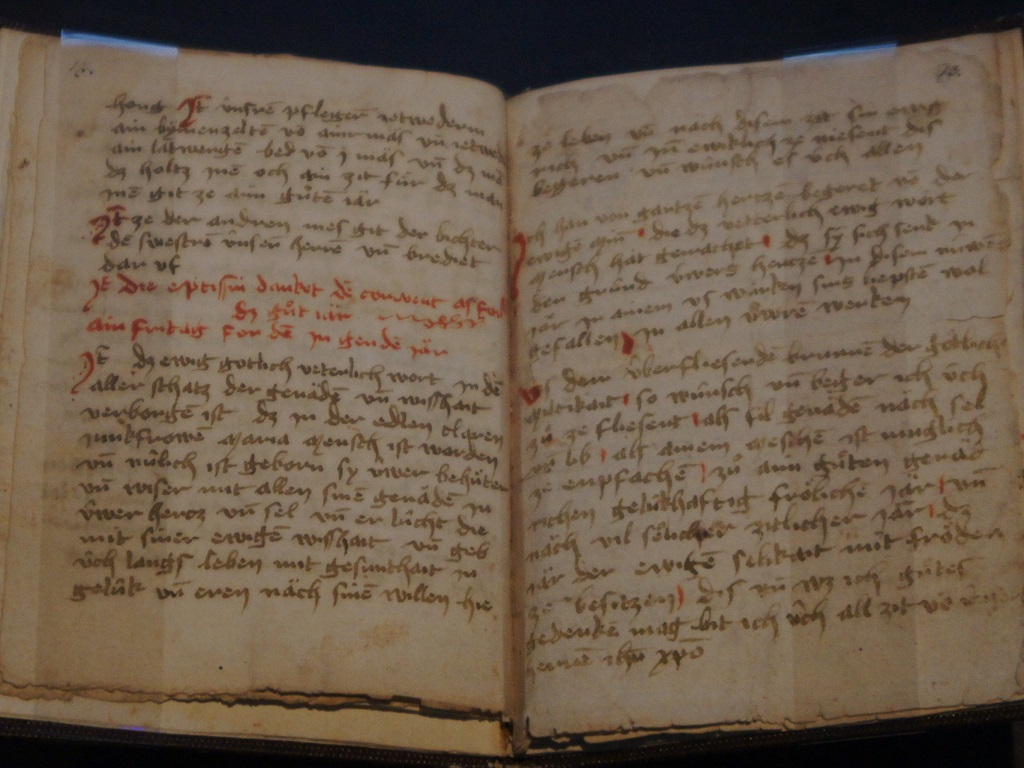
Manual des Klosters Paradies, Handschrift GC 1

Das Staatsarchiv verwahrt Unterlagen der kantonalen Dienststellen und unselbständigen Anstalten des Kantons. Es übernimmt auch die Akten der kantonalen Gerichte. Die Verwaltungsüberlieferung wird durch Unterlagen von kantonal tätigen Vereinen, Parteien und Firmen ergänzt.
Den historischen Kern der Überlieferung bildet das Archiv des ehemaligen Stadtstaates Schaffhausen bis 1830. Von grosser Bedeutung sind auch die Bestände der in der Reformation aufgehobenen Klöster Allerheiligen und St. Agnes in Schaffhausen, des Klosters Paradies in Schlatt sowie St. Georgen in Stein am Rhein. Dazu kommen die Bestände der staatlichen Ämter, die bei der Aufhebung dieser Klöster zur Verwaltung des ehemaligen Klosterbesitzes geschaffen worden waren. Das Staatsarchiv verwahrt die Archive der historischen Zünfte und heutigen Zunftvereine.
Für Familienforscher ist vor allem die Einsichtnahme in die Kirchenbücher von Bedeutung. Mit Ausnahme der Kirchenbücher von Schaffhausen, die im Stadtarchiv Schaffhausen aufbewahrt werden, stellt das Staatsarchiv die Kirchenbücher aller Gemeinden des Kantons digital zur Verfügung.
Das gesamte Archivgut umfasst ca. 4000 Laufmeter. Die älteste der ca. 6000 Urkunden stammt aus dem Jahr 987.

## Archivbibliothek
Das Staatsarchiv unterhält eine Archivbibliothek mit ca. 43 000 Titeln. Der Schwerpunkt der Präsenzbibliothek liegt auf Forschungsliteratur zur Regionalgeschichte. Die im Staatsarchiv vorhandenen Bücher und Zeitschriften können im Onlinekatalog der Bibliotheken Schaffhausen recherchiert werden.